# مدينة الفنون والثقافة (مصر)
مدينة الفنون والثقافة هي مؤسسة ثقافية فنية مصرية، تقع في العاصمة الإدارية الجديدة، بجوار الحي الحكومي على الطريق الدائري الإقليمي أنشأت كي تكون منارة للإبداع الفني والفكري والثقافي في مصر على مساحة 127 فدان، وتم افتتاحها في 20 نوفمبر 2021.

## الأقسام
تضم المدينة العديد من المنشأت أهمها متحف عواصم مصر، دار أوبرا، مسرح رمسيس الثاني، قاعة احتفالات كبرى بسعة 2500 شخص، بالإضافة للمسرح الصغير 2 قاعة تستوعب 750 شخص ويقام به العروض الخاصة، ومسرح الجيب الذي يستوعب 50 شخصا، ومسرح الحجرة، ومركز الإبداع الفني، قاعة العرض السينمائي التي سيتم ربطها بالأقمار الصناعية لعرض الحفلات الفنية المختلفة، ثلاث قاعات للتدريب على الغناء والعزف، استوديو تسجيل صوتي ملحق به ثلاث قاعات للمونتاج، متحف عن الأوبرا وتاريخها بمصر، ومتحف فن حديث به آخر أعمال الفنانين المصريين، متحف للفن الحديث بحديقة الأوبرا به محتويات متنوعة لفنانين عالميين ومصريين، مكتبة موسيقية بها الأرشيف الأوبرالي العالمي للاستماع والاطلاع، كافتيريات، قسم لفنون الرسم والنحت والموسيقى والأدب والشِعر، بالإضافة إلى مكتبة العاصمة الإدارية التي تتسع 6000 شخص.

## وصلات خارجية
- الصفحة الرسمية للمدينة على موقع فيس بوك.